# Массімо Д'Алема
Массімо Д'Алема (італ. Massimo D’Alema; нар. 20 квітня 1949, Рим) — італійський державний та громадсько-політичний діяч. Дипломат. Журналіст.

## Біографія
Народився 20 квітня 1949 року в місті Рим, Італія.
З 1975 — секретар Федерації італійської комуністичної молоді.
З 1986 по 1989 — редактор газети «Уніта», офіційного органу Компартії Італії.
У 1991 — при перереєстрації Компартії Італії в Партію демократичних лівих сил виступив за соціал-демократичну переорієнтацію партії.
У 1998 — як лідер коаліції «Оливкове дерево» змінив Романо Проді на посаді прем'єр-міністра Італії.
З 1998 по 2000 — Прем'єр-Міністр Італії.
З 2006 по 2008 — міністр закордонних справ Італії.
Очолює національний секретаріат Демократичної партії лівих сил (італ. Partito democratico della Sinistra).